# Zagórze (hromada Rohatyn)
Zagórze (ukr. Загір'я), Zagórze Knihynickie (Загір'я Княгиницьке) – wieś na Ukrainie w rejonie rohatyńskim obwodu iwanofrankiwskiego.
Do wsi należy chutor Nowa Grobla (ukr. Нова Гребля).